# Nové Oldřůvky
Nové Oldřůvky (německy Neudorf, původně Neu-Ulrichsdorf) jsou zaniklou moravskou obcí, jež se nacházela jihovýchodně od Starých Oldřůvek. Katastrální území obce mělo rozlohu 593,98 ha. Do roku 1945 patřilo obyvatelstvo k německé národnosti. Jelikož se nachází ve vojenském prostoru, není místo bývalé vsi bez povolení přístupné.

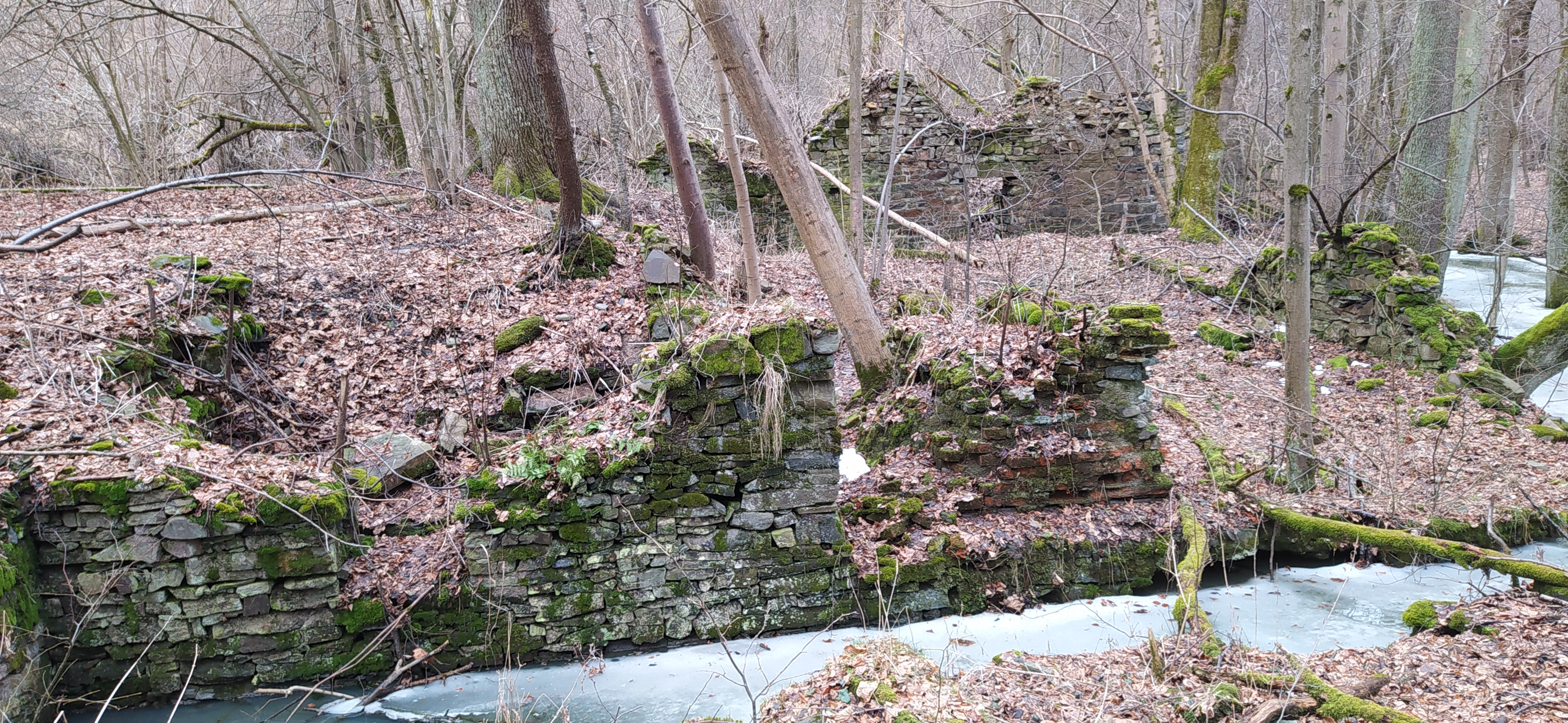
Novooldřůvský mlýn

## Historický přehled
Nové Oldřůvky vzniklé pravděpodobně už ve 13. století, se připomínají roku 1456 pod názvem Neu-Ulrichsdorf. Počátkem 16. století se dvakrát vyskytuje též označení Novatrichsdorf. Později nesla obec německý název Neudorf. V roce 1692 měla obec 144 obyvatel. Po zrušení patrimoniální správy připadla obec v roce 1850 k soudnímu okresu Libavá a hejtmanství Šternberk, od roku 1911 přešla k hejtmanství Moravský Beroun. Od 1. ledna 1949 náležely k okresu Vítkov. Filiální kostel sv. Jana Křtitele se připomíná roku 1591 a byl znovu postaven roku 1784. Od roku 1859 patřila obec pod farní úřad ve Starých Oldřůvkách. Roku 1793 byla v obci postavena škola. U soutoku zdejšího potoka s Odrou se zde nacházely vodní mlýn a pila, tzv. Novooldřůvský mlýn. Obyvatelstvo se převážně zabývalo zemědělstvím. Podle sčítání z 1. prosince 1930 žilo v obci 248 obyvatel.

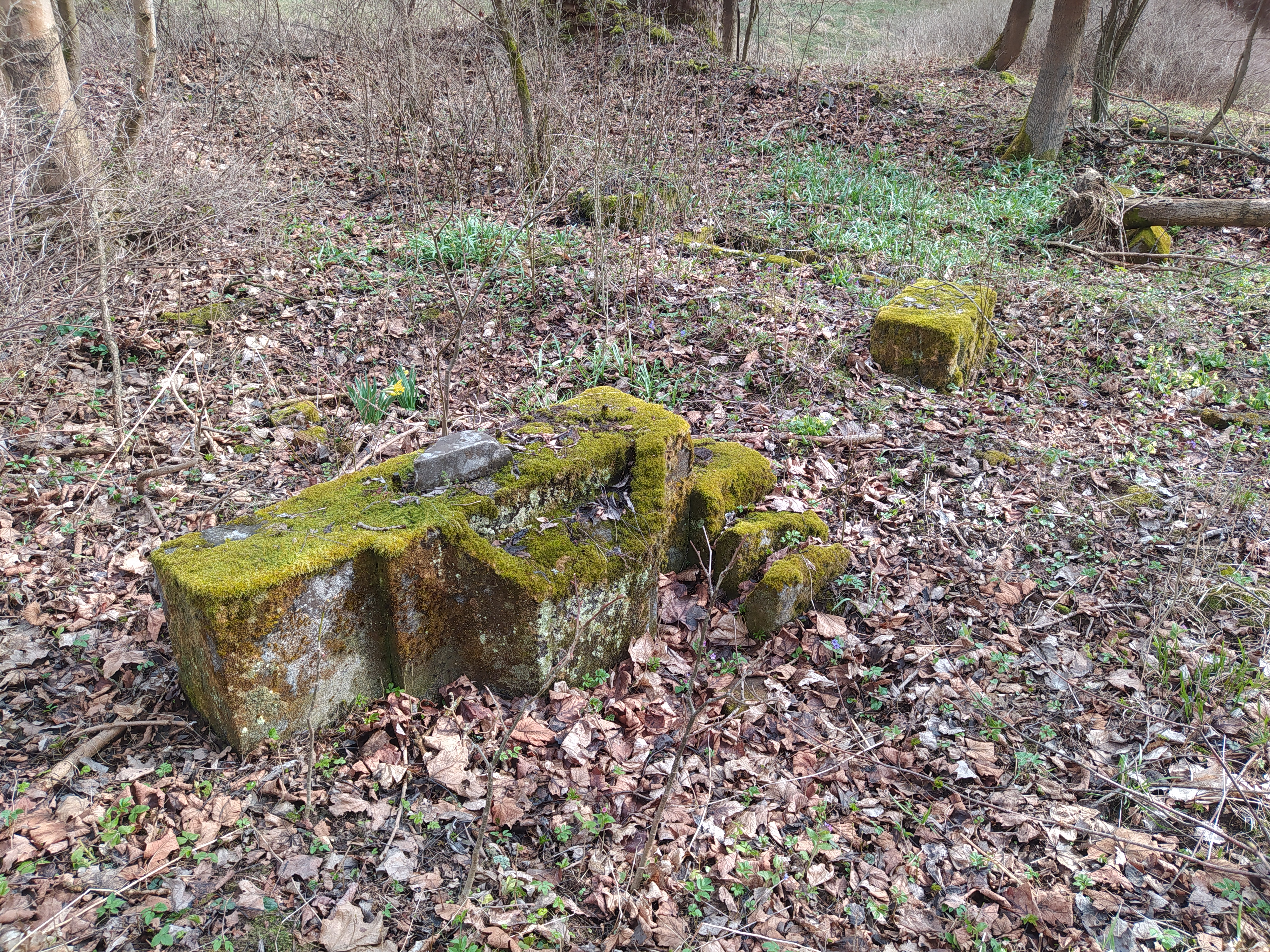
Hřbitov v Nových Oldřůvkách

Obec byla od roku 1949 postupně vysídlována a v roce 1952 se téměř celý její katastr stal součástí vojenského Újezdu Libavá. Celá zástavba obce byla zbořena do roku 1961. K 20. prosinci 2002 byly při obnově katastrálního operátu pozemky k. ú. Nové Oldřůvky začleněné do vojenského újezdu Libavá připojeny ke katastrálnímu území Rudoltovice. Jako k. ú. Nové Oldřůvky zůstala zachována pouze okrajová východní část katastru, patřící k Budišovu nad Budišovkou. Zmenšený katastr má nepatrnou rozlohu o rozloze 0,100801 km².
V souvislosti s nadcházejícím zmenšením újezdu bylo rozhodnuto o vyčlenění relativně velké části území bývalé obce z vojenského újezdu s účinností k 1. lednu 2016 a připojení těchto pozemků k městu Budišov nad Budišovkou. Na těchto pozemcích bylo k 2. květnu 2014 v rámci příprav na toto zmenšení vytvořeno nové katastrální území Nové Oldřůvky I o rozloze 2,624412 km², do něhož byla začleněna i půda, jež před vznikem vojenského újezdu náležela ke katastru slezské obce Čermná ve Slezsku (parcela č. 540 a části parcel 438/1, 482 a 484). Z někdejšího intravilánu zaniklé obce se součástí tohoto nového katastru stala jeho severní část, zatímco jeho většina (včetně zbořeného kostela sv. Jana Křtitele) zůstává i nadále součástí k. ú. Rudoltovice.

## Další informace
Poblíže jižním směrem se také nachází Barnovský most a vodní dílo Barnovská.
Obvykle jedenkrát ročně mohou být Nové Oldřůvky a její okolí přístupné veřejnosti v rámci cyklo-turistické akce Bílý kámen.